# Mònica Bonell Tuset

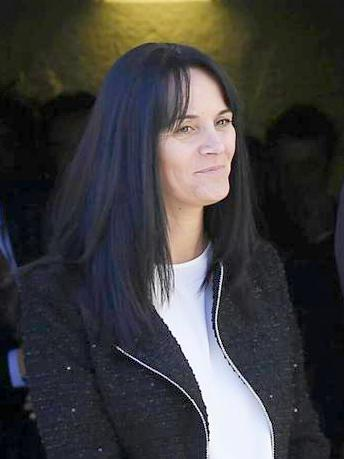
Mònica Bonell Tuset beim offiziellen Besuch von Mariano Rajoy 2009.

Mònica Bonell Tuset (* 7. August 1971) ist eine Politikerin der Demòcrates per Andorra in Andorra. Sie diente als zweite stellvertretende Bürgermeisterin der Stadt Canillo ab 2003 und ab 2011. Sie arbeitete zuvor als Fachkraft für Firmen und für Tourismus im Bereich der Verwaltung von Andorra. Sie war stellvertretende Síndic General d’Andorra (Sprecherin des Parlaments) zwischen 2011 und 2019.
Sie war Vorsitzende der Grup Parlamentari Demòcrata, Präsidentin der Wirtschafts-Kommission, Mitglied der Außenpolitik-Kommission, Mitglied der Kommission zur Territorialpolitik, Stadtplanung, und sie ist Mitglied der andorranischen Delegation bei der Parlamentarischen Versammlung des Europarates (APCE).